# Estanislau Figueras i Moragas
Estanislau Figueras i Moragas (Barcelona, 13 de novembre de 1819 - Madrid, 11 de novembre de 1882), polític català, fou el primer president de govern de la Primera República Espanyola (1873) durant quatre mesos escassos.

## Inicis
Llicenciat en Dret, el 1844 es va traslladar a Tarragona per iniciar la seva carrera com a advocat. Va ingressar en el Partit Progressista i va participar en les revoltes liberals de 1848. Aquest mateix any es va desplaçar a Madrid, on va entrar en contacte amb els cercles polítics republicans. Més tard, es va decantar pel Partit Demòcrata (1849), sorgit a partir d'una escissió del Partit Progressista. En 1851 va ser elegit diputat per Tarragona, on es va traslladar per formar part de la seva Junta Revolucionària, que va presidir durant els esdeveniments polítics que van conduir al Bienni Progressista (1854-1856). En 1855 va ser elegit diputat a Corts, on va liderar la minoria republicana, i va votar a favor de la instauració d'un règim republicà, opció que no va comptar amb el favor de la cambra. A l'any següent, durant l'elaboració del projecte del qual havia d'havia de sorgir una nova Constitució, va advocar en favor de la descentralització de l'Estat i de les desamortitzacions, postura que el va enfrontar amb els sectors més pròxims a l'Església. En 1867 va ser condemnat a presó, per la qual cosa va fugir a Portugal.

## Sexenni democràtic i República
Retornà a Espanya després del triomf de la revolució de setembre de 1868, amb la qual començà el Sexenni Democràtic (1868-1874). Al seu retorn va ingressar en el Partit Federal, liderat per Pi i Margall, antic empleat seu a la seva oficina d'advocats, i va fundar el diari La Igualdad, des de les pàgines de la qual va defensar la seva doctrina federalista. El 18 de maig de 1869 els representants dels comitès republicano-federals d'Aragó, Catalunya, València i Balears, signen el Pacte Federal de Tortosa per restaurar la Confederació Catalano-aragonesa dintre de l'Estat republicà Espanyol. Al febrer de 1873 va ser elegit president de la Primera República, càrrec que va ocupar fins a juny del mateix any, en què la crisi econòmica, així com la divisió interna del seu propi partit i la proclamació de l'Estat Català, que només va poder revocar acceptant la dissolució de l'exèrcit a Catalunya, van motivar la seva substitució per Pi i Margall, i la seva fugida a França, d'on va tornar a final d'any per a intentar, sense èxit, recompondre el fragmentat Partit Federal. Allunyat a partir de llavors de Pi i Margall i del seu partit, en 1880 va fundar, al costat de Ruiz Zorrilla, el Partit Republicà Federal Orgànic, partit que va tenir poca activitat a causa de la mort de Figueras poc després.

## Premis i reconeixements
Un retrat seu forma part de la Galeria de Catalans Il·lustres de l'Ajuntament de Barcelona.

## Càrrecs
| Estanislau Figueras i Moragas                                               | |                                                         |
| Càrrec de govern                                                            | |                                                         |
| — Abdicació: — Amadeu I d'Espanya — Nou règim — Primera República Espanyola | President de la República (Llista de caps d'Estat d'Espanya) (11 de febrer de 1873 - 11 de juny de 1873) | Succeït per: Francesc Pi i Margall (11 de juny de 1873) |
| Precedit per: Manuel Ruiz Zorrilla (President del Govern)                   | President de la República (Llista de caps d'Estat d'Espanya) (11 de febrer de 1873 - 11 de juny de 1873) | Succeït per: Francesc Pi i Margall (11 de juny de 1873) |